# Comedor de diario
Comedor de diario es una serie de televisión chilena, emitida por Vía X durante 2008. Muestra el día a día de una familia, que según los padres, es la mejor de Chile.

## Trama
Tras la muerte del abuelo, la familia Pérez Klein recibe al hijo de este, Francisco (José Martínez), y por tanto hermano de Adriana (Carolina Paulsen). Luego de un tiempo la familia va descubriendo secretos de ellos mismos, como que Jesús (Guilherme Sepúlveda) es un drogadicto, y también la verdadera personalidad de la familia, como que Sergio (Ramón Llao) es un hombre pesimista y mentiroso. Al final se dan cuenta de sus problemas y deciden arreglarse como familia, y así empezar una nueva vida familiar.
El lugar en donde ocurren todas las vivencias de esta familia es en el comedor, de allí su nombre. El comedor es de color negro (desde la pantalla del televisor) con la puerta a la izquierda y una ventana a la derecha, al fondo se encuentra la cocina, todos los muebles excepto el refrigerador, la cocina y una mesa, son pintados. El comedor está compuesto por cinco sillas y una mesa, sobre ella siempre hay un florero con flores.

## Reparto
- Ramón Llao como Sergio Pérez.
- Carolina Paulsen como Adriana Klein
- Guilherme Sepúlveda como Jesús Pérez Klein
- Alison Mandel como Milagros Pérez Klein.
- José Martínez como Francisco Klein.

## Personajes
- Sergio Pérez (Ramón Llao): Es el padre y jefe del hogar. Siempre se ha dedicado a proteger a sus hijos y a su esposa, pero cuando tiene que hacerse el héroe, este miente sin que su esposa o hijos le digan algo.
- Adriana Klein (Carolina Paulsen): Es la madre de la familia, al parecer la más cuerda después de Milagros. Siempre creía que su hijo  Jesús era el mejor hombre del mundo, hasta que descubrió que usaba drogas.
- Jesús Pérez Klein (Guilherme Sepúlveda): Es el hijo mayor de la familia, estudiante universitario, que congeló su carrera para usar el dinero en drogas, miente constantemente y le roba a su familia y amigos.
- Milagros Pérez Klein (Alison Mandel): Es la hija menor de la familia, la más cuerda de todos, pensó que estuvo embarazada y sus padres querían que se hiciera un aborto pero fue falsa alarma. Gracias a ella la familia arregló los problemas que tenía.
- Francisco Klein (José Martínez): Es el hermano de Adriana, hijo del mismo padre, quién al morir trajo a este a Chile, nació y vivió toda su vida en Francia. Según era un conocido actor de aquella nacionalidad, y tiene mucho dinero.
- Abuelo (Julio Jung) : Es el padre de Adriana y Francisco, por lo que es el abuelo de Jesús y Milagros. Solo apareció el primer capítulo, en el cual murió tras un ataque al corazón por pelear con Sergio. Era un hombre que quería lo mejor para su familia.

'Caramelo : Una prostituta que se enamoró de Francisco. Cuando este quiso traerla a la casa, Sergio y Adriana pensaron que se trataba de una chica fina inglesa y la esperaron con una cena, sin embargo al ver que era una prostituta colombiana tuvieron que actuar de manera hipócrita frente a ella y al otro día la destrozaron con sus comentarios.
- Tomy : Es el ex-jardinero de la casa. Tuvo una relación amorosa con Adriana, por lo que al irse a Argentina le hace la proposición de irse juntos, esta lo niega.
- Eva Klein (Catalina Guerra): Es la hermana mayor de Adriana, vivió un tiempo en la casa y siempre confundía de nombre a Milagros. Le molesta que Sergio se entrometa en los problemas de la familia Klein. Vive en La Dehesa y está casada con un importante hombre de negocios.
- Marta Klein : Es la hermana menor de Adriana. Fue un día a la casa para conocer a su hermano. Vive en el campo, casada y cinco hijos.
- Pablo : Es un policía amigo de Adriana y Milagros, quién las ayuda con el problema que tuvieron con Matías.
- Matías : Es el ex-novio de Milagros, quién la obligó a sacarse fotos desnuda, luego las subió a internet. Jamás salió en pantalla, solo por celular, y dos veces en una foto.